# Ernests Štālbergs
Ernests Štālbergs, (né Ernst Stahlberg le 3 septembre 1883 à Libau - mort 12 juin 1958 à Riga) est un architecte letton d'ascendance germano-balte dont les œuvres sont de style néoclassique et fonctionnaliste.

## Biographie
Né sujet de l'Empire russe et d'expression allemande, Ernst Stahlberg étudie de 1895 à 1902 à l'école allemande réale (de l'allemand Realschule - établissement moderne d'enseignement secondaire, par opposition au Gymnasium d'enseignement secondaire classique) de Libau. Il est diplômé du département d'architecture de l'école d'art de Kazan en 1904. Il est diplômé du département d'architecture de l'Académie des Arts de Saint-Pétersbourg en 1914. Il est recteur et chef du département d'architecture à l'Académie des arts de Pétrograd de 1918 à 1922. Il s'installe ensuite en Lettonie devenue indépendante et adopte l'orthographe lettone pour son nom. De 1922 à 1950, il travaille à l'Université de Lettonie et est doyen de la faculté d'architecture de 1944 à 1946. De 1924 à 1939, il part plusieurs fois en voyage scientifique à l'étranger. De 1928 à 1929, il préside l'association d'architectes de Lettonie (après Eižens Laube et Augusts Reisters) fondée en 1924.
De 1946 à 1951, il dirige l'Institut de construction et d'architecture de l'Académie des sciences de Lettonie, la Lettonie étant intégrée alors à l'URSS. De 1945 à 1951, il dirige l'Association des architectes de la RSS de Lettonie. En 1950, en raison de la détérioration de sa santé, il cesse de travailler à l'université.
Ses étudiants les plus notables sont des architectes Aleksandrs Klinklāvs, Artūrs Reinfelds, Marta Staņa et d'autres.
Stahlberg a participé à la création du Monument de la Liberté. Il a conçu plusieurs bâtiments à Riga, ainsi que l'auditoire de l'Université de Lettonie. En 1950, Štālbergs a conçu le monument de Lénine à Riga. Le monument a été démantelé en septembre 1991 et emmené dans une direction inconnue.
Ernests Štālbergs est enterré au cimetière Rainis.

## Distinctions
Commandeur de l'ordre des Trois Étoiles

## Œuvres
Ses œuvres les plus célèbres sont l'auditoire de l'Université de Lettonie (1929-1936) et la structure du Monument de la Liberté de Rīga (1930-1935).

## Galerie

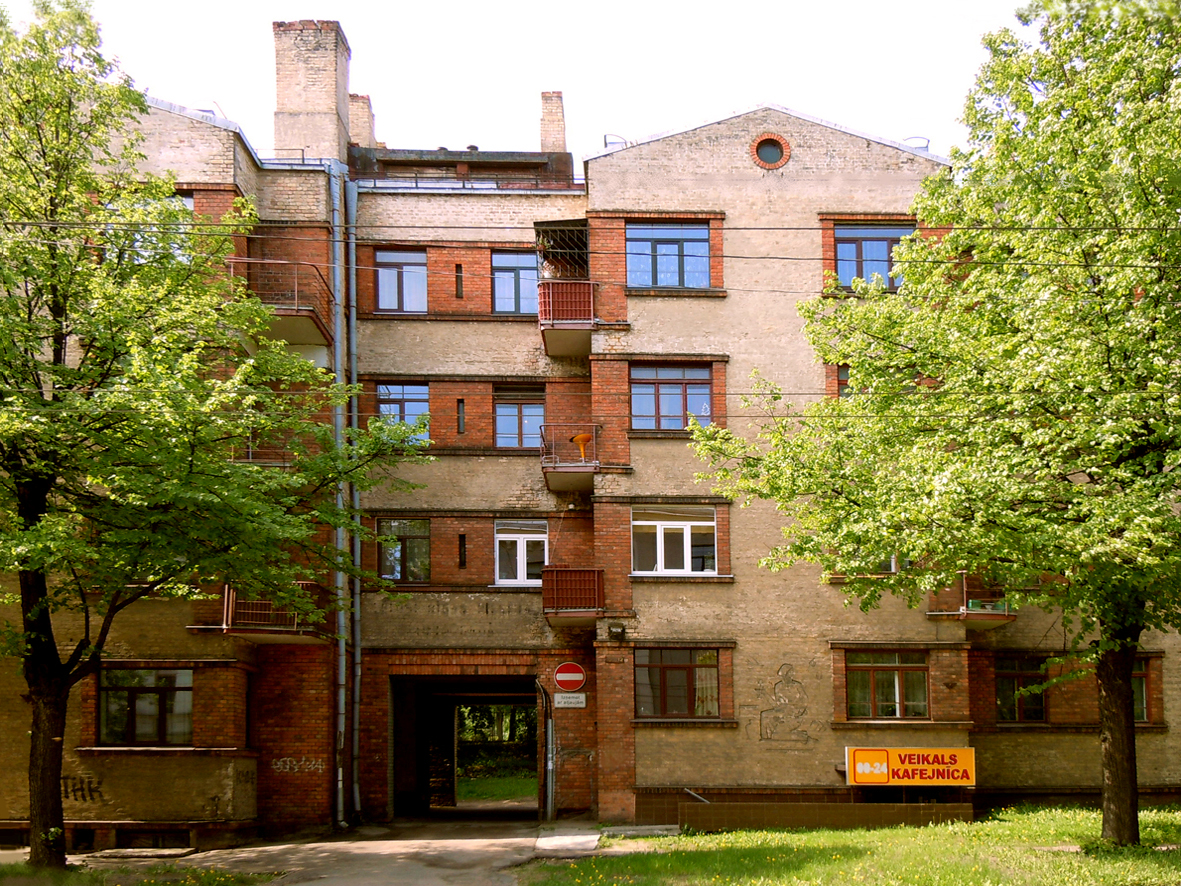
Immeuble de la rue Lomonossov à Riga